# Dimitar Kovačevski
Dimitar Kovačevski (makedonsky Димитар Ковачевски; * 1974 Kumanovo) je severomakedonský politik a ekonom, od ledna 2022 předseda vlády Severní Makedonie a v letech 2020–2022 náměstek ministra financí ve vládě Zorana Zaeva.
Od prosince 2021 je předsedou Sociálně demokratické unie Makedonie.

## Mládí
Narodil se v roce 1974 v Kumanovu. Jeho otec Slobodan Kovačevski působil jako starosta Kumanova a velvyslanec Severní Makedonie v Černé Hoře. Vystudoval střední školu ve Waterville v Minnesotě. V roce 2003 získal magisterský titul na univerzitě ve Skopje a o pět let později dokončil doktorské studium ekonomie na univerzitě Černohorské. Mimo jiné se vzdělával na Harvard Business School.

## Politická kariéra
Po parlamentních volbách v roce 2020 byl jmenován náměstkem ministra financí ve druhé vládě Zorana Zaeva.
Dne 12. prosince 2021 vyhrál vnitrostranické volby a byl tak zvolen předsedou Sociálně demokratické unie Makedonie. Dne 16. ledna 2022 složil přísahu jako předseda vlády.